# LED-televízió
A LED-háttérvilágítású LCD-televíziók (a Samsung Electronics ezeket nevezi LED TV-nek) a hagyományos LCD-televíziókban használt fluoreszcens fények helyett LED háttérvilágítást alkalmaznak. A LED TV-ket a Samsung vezette be, és jelenleg ez a legnépszerűbb TV-technológia. Manapság szinte kizárólag ilyen technológiájú TV-készülékeket forgalmaznak a kereskedelemben, a szintén nagy képernyős, ultravékony, megjelenésekor ugyancsak hatalmas újításnak számító plazma TV-ket is nagyjából háttérbe szorította.
A LED-eknek két fajtáját használják a LED-televíziókban: vagy dinamikus RGB LED-eket helyeznek el közvetlenül a képernyő mögé, vagy fehér oldalvilágítású Edge LED-eket építenek be a képernyő széleibe, amelyek egy egyedi fényelosztó panel segítségével világítják be a teljes képernyőt.

## LED-háttérvilágítási technológiák

### Dinamikus RGB LED
Ez a háttérvilágítási technológia lehetővé teszi, hogy a fényerőt a képernyő adott helyein lehessen csökkenteni, ahol sötétebb felületre van szükség a megjelenítéshez. Ezzel a háttérvilágítással valódi feketéket és fehéreket lehet megjeleníteni magas dinamikus kontrasztaránnyal, némi részletveszteség árán olyan témáknál, ahol apró, fényes területek jelennek meg egy sötét háttér előtt (pl. csillagos égbolt).

### Edge LED
Az oldalvilágítással ultravékony LED-háttérvilágítású televíziókat lehet gyártani. A fényt egy egyedi tervezésű panel osztja el a képernyőn, amivel roppant széles színskálát és valóban sötét feketét lehet megjeleníteni.

## A LED-háttérvilágítású és aCCFL-háttérvilágítású LCD-képernyők közötti különbségek
A LED-háttérvilágítású LCD TV-k a következő főbb pontokban különböznek a CCFL-háttérvilágítású LCD TV-ktől:
- Nagyobb dinamikus kontrasztarányú képeket jelenítenek meg, mint a CCFL-háttérvilágítású LCD TV-k.
- Az Edge LED alkalmazásával roppant keskeny készülékeket lehet gyártani. A jelenleg kapható ilyen televíziók (például Samsung C9000) kevesebb mint 2 cm vastagok.
- Sokkal tágabb színkorlátokkal rendelkeznek, különösen az RGB LED használatával.
- Kisebb a környezetkárosító hatásuk az életciklusuk végén.
- Általában 20-30%-kal kevesebb energiát fogyasztanak.

## Technológia
A televíziógyártók a legtöbb LCD televízióban használt hagyományos hidegkatódos fénycsövet (CCFL) LED-háttérvilágítással is helyettesíthetik. Az LCD-panel LED-es háttérvilágítására számos módszer létezik. A gyártók használhatnak fehér vagy RGB (vörös, zöld és kék) LED-eket, amelyeket közvetlenül a panel mögé, vagy az Edge LED technológiánál a képernyő széleihez is rendezhetnek. Az Edge LED módszernél egy egyedi fényelosztó panel segítségével világítják be egyenletesen a teljes LCD képernyőt.
A LED-háttérvilágításnak számos előnye van a hagyományos CCFL-háttérvilágítású TV-vel szemben, ilyen például a nagyobb fényerő. A hagyományos CCFL-háttérvilágításhoz képest tágabb lehet a színkorlát is. Az utóbbi idők fejlesztéseivel azonban már a CCFL-technológiával is tágabbra nyílt a színkorlát és csökkent az energiafogyasztás. A LED-háttérvilágítás alkalmazása LCD TV-kben egyelőre a technológia költségei miatt nem terjedt el széles körben.
Az Edge LED megoldás általános bevezetése a Samsunghoz kötődik. Az Edge LED TV-k egyik fő előnye, hogy keskenyebb készülékházban is elfér a televízió (a Samsung C9000 például csupán 9,9 mm vastag). A Samsung kínálatában valamennyi kategóriában megtalálhatóak az ultravékony, Edge LED-háttérvilágítású LCD-televíziók.
A LED-háttérvilágítású LCD TV-k jobban megfelelnek a fenntarthatóság elvárásainak, hiszen hosszabb az élettartamuk és kevesebb energiát fogyasztanak, mint a plazma vagy a hagyományos LCD TV-k. A CCFL-háttérvilágítással ellentétben a LED-ek gyártása során nem alkalmaznak higanyt.
Mivel a LED-ek gyorsabban képesek ki- és bekapcsolni, valamint nagyobb a fényerejük, mint a CCFL-képernyőké, nagyon magas kontrasztarányt lehet velük elérni, amivel sötétebb fekete szín és intenzívebb fényerő jeleníthető meg.

## Külső hivatkozások
- Eric A. Taub: What’s an LED TV? (angol nyelven). Gadgetwise blog, 2009. június 11. [2015. április 8-i dátummal az eredetiből archiválva]. (Hozzáférés: 2016. december 30.)
- What is LED TV?. LED Tele. [2017. január 28-i dátummal az eredetiből archiválva]. (Hozzáférés: 2016. december 30.)
- Scott Wilkinson: Ultimate Vizio. UltimateAVmag.com, 2009. május 29. (Hozzáférés: 2009. december 16.)[halott link]
- David Katzmaier: LED TVs compared: Local dimming, edge-lit, and full array (angol nyelven). CNET, 2010. július 7. [2010. november 5-i dátummal az eredetiből archiválva]. (Hozzáférés: 2016. december 30.)
- LED vs LCD TV Comparison. LED Tele. [2017. január 28-i dátummal az eredetiből archiválva]. (Hozzáférés: 2016. december 30.)
- Samsung.com. (Hozzáférés: 2009. május 17.)
- Nanoco Signs Agreement with Major Japanese Electronics Company (angol nyelven), 2009. szeptember 23. [2010. február 1-i dátummal az eredetiből archiválva]. (Hozzáférés: 2016. december 30.)